# Valpalmas
Valpalmas – gmina w Hiszpanii, w prowincji Saragossa, w Aragonii, o powierzchni 39,79 km². W 2011 roku gmina liczyła 161 mieszkańców.